# Joka Žigon
Joka Žigon, slovenski literarni zgodovinar, dramatik, arhivar, bibliotekar, * 10. marec 1899, Škofja Loka, † 6. januar 1983, Ljubljana.

## Življenje
Jože ali Joka Žigon, kakor se je pogosteje podpisoval, je bil iz Škofje Loke (Mestni trg – Plac, stara številka 34). Oče Matej (trgovec) in mama Marijana (rojena Dobre). Od 1905 do 1909 je obiskoval ljudsko šolo v Škofji Loki, 1917 maturiral na gimnaziji v Kranju. Vojaško obveznost je kot poročnik na tirolsko-italijanski fronti opravljal med letoma 1917 in 1918. Po vojni je študiral slavistiko na Filozofski fakulteti v Zagrebu – med letoma 1918 in 1919 – in Filozofski fakulteti v Ljubljani do leta 1924. 
Po šolanju je do leta 1929 opravljal funkcijo profesorja pripravnika na državni realni gimnaziji v Mariboru. Med 1932 in 1934 je bil urednik revije Arhitektura, nato pa je še istega leta nastopil službo arhivarja pri Slovenski matici, do 1940 pa je delal tudi kot tiskarniški korektor v Jugoslovanski tiskarni. Med menjavanjem služb je bil kar nekaj časa brezposeln, ustalil pa se je, ko je od avgusta 1940 do upokojitve decembra 1964 – razen med vojno –  delal kot bibliotekar in vodja knjižnice Narodnega muzeja v Ljubljani.
Med vojno je bil od aprila do decembra 1941 v nemškem ujetništvu, do septembra 1943 pa v italijanskem. Po begu iz taborišča Garessio je bil od oktobra 1943 interniran v Švici, kjer se je marca 1944 javil v bataljon NOV in se preko Francije in Italije leta 1945 vrnil domov. Odlikovan je bil z redom zaslug za narod.

## Delo

### Literarno ustvarjanje
Najprej se je predstavil kot pesnik v Ljubljanskem zvonu v letih 1919, 1920 in po dolgih letih z Loškimi napisi pod psevdonimom Loška smojka v Loških razgledih 1973. Članek kulturnopolitične vsebine in nekaj glos je objavil v časopisu Slovenska misel 1924 v edinih dveh številkah. Članke, recenzije ipd. je objavljal v tedniku Slovenija med letoma 1932 in 1941. 
Na leposlovnem področju se je najbolj uveljavil kot dramatik. Že kot študent se je zanimal za gledališče ter v Škofji Loki režiral in igral različne igre. Samostojno je izdal dramo v treh dejanjih Kadar se utrga oblak. Igrali so jo najprej v Škofji Loki, nato v Kranju, na Ježici, bila je na repertoarju mariborskega gledališča, premiera v Narodnem gledališču v Ljubljani je bila 30. novembra 1936. Igro, ki so jo večkrat uprizorili tudi po vojni, je kritika ocenila kot pozitiven prispevek k slovenski dramatiki.

### Kulturnozgodovinsko in literarno raziskovanje
Vojna je Žigonova prizadevanja na gledališkem področju za vedno pretrgala, ni pa mogla zatreti njegovih nagnjenj do raziskovanja literarnih in kulturnozgodovinskih vprašanj. Že prej, ko je brezposeln dobil zatočišče v arhivu Slovenske matice, je prevzel nalogo napisati zgodovino njene ustanovitve. Razprava je izšla leta 1935 kot redna knjiga za sedemdeseto obletnico ustanovitve Slovenske matice, nosi pa naslov Veliko pismo slovenske duhovne združitve: Ustanovitev Slovenske matice. Po prihodu v knjižnico Narodnega muzeja je ob neposrednem stiku s primarnimi dokumenti, na katerih sloni slovenska narodna kultura, dobil kot raziskovalec nove spodbude. Napisal je vrsto člankov in razprav s področja prešernoslovja in nekaj prispevkov k slovenski literarni zgodovini 16. stoletja. Publiciral jih je v dveh obdobjih, v Slavistični reviji in Naših razgledih ter po daljšem presledku na koncu svoje življenjske poti v Loških razgledih. Med drugim je širšega pomena njegova ugotovitev, da je prva slovenska knjiga izšla leta 1550.

### Dramatika
- Kadar se utrga oblak (1936) (COBISS)
- Mogoče so pa jabolka res zastonj (1939)
- Nikoli več vojske (1939) dLib

### Članki, razprave
- Kultura in civilizacija (1924)
- Slovenskim svobodomislecem (1924)
- Slovenskim katoličanom (1924)
- Bolj znanstveno (1924)
- Pozabljeni Slomškovi rokopisi (1935)
- Vprašanje reprezentance slovenske knjige (1935)
- Véliko pismo slovenske duhovne združitve: Ustanovitev Slovenske matice (1935) (COBISS)
- Primož Trubar – prvi vodnik slovenskega naroda (1936)
- V narodnem muzeju (1949)
- Kdaj je izšla prva slovenska knjiga (1954)
- Prešeren in trije Antoni Scheuchenstueli (1955)
- Prešernoslovne študije (1959/60, 1961/2)
- Prodaja Prešernovih »Poezij« do pesnikove smrti (1960)
- Oliban popravlja Prešernu »Poezije« (1962)
- Iz Prešernove pesniške šole (1963)
- Ob rokopisu »Krsta« (1967)
- Sonetni venec (1975, 1977) dLib dLib
- Regesta prešerniana (1978) dLib
- Biografske zanimivosti iz 16. stoletja (1962)
- Stoletna burka (1981) dLib